# 前波吉継
前波 吉継（まえば よしつぐ）は、戦国時代から安土桃山時代にかけての武将。朝倉氏、織田氏の家臣。後に桂田 長俊（かつらだ ながとし）と改名。

## 生涯
越前国の戦国大名朝倉氏の家臣・前波景定の次男として誕生。
朝倉義景に仕え、奉行衆として活躍した。元亀元年（1570年）に前波氏の当主だった兄・景当が志賀の陣における堅田の戦いにおいて戦死したため家督を相続。ところが、元亀3年（1572年）に織田信長と義景が対陣すると、信長の本陣に駆け込んで降伏した。後世、内応の理由として、「義景の鷹狩りの際に遅参し、下馬せずに前を通ったことで勘当されたことを恨んだため」「吉継の嫡男より織田方への内通の訴えがあり、義景の怒りをかったため」などが挙げられるが、真相は不明。内通した翌年の朝倉攻めでは織田軍の越前案内役を務め、朝倉氏滅亡に一役買った。
越前侵攻への功績により、信長から越前の守護代に任命され、名前も信長から一字「長」を貰い受けて桂田長俊と改めた。信長に駿馬「一段ノ早道」を献上している。しかし、改名後まもなく失明。さらに長俊が守護代になったことに反発した富田長繁が対立姿勢を示し、天正2年（1574年）についに長繁は土一揆を蜂起させ長俊が住す一乗谷に進発。1月19日に長俊は富田長繁率いる一揆勢によって衆寡敵せず殺害された。なお、長俊の母・妻・嫡男も逃亡しようと試みたが、翌日に捕縛され殺害されている。
当時失明をし、結果的に落命にまで至った理由は、『朝倉記』は「神明ノ御罰也」と評されている。また、『信長公記』も吉継の死を「大国の守護代として栄耀栄華に誇り、恣に働き、後輩に対しても無礼であった報い」と評した。

## 関連作品
- 赤神諒『酔象の流儀　朝倉盛衰記』（講談社、2018年12月18日）ISBN 978-4-06-514035-2